# Claude Ruel
Claude Ruel (Sherbrooke, Quebec; 12 de septiembre de 1938-9 de febrero de 2015) fue un entrenador profesional de hockey sobre hielo para los Montreal Canadiens de la National Hockey League (NHL).
Creció jugando hockey en Sherbrooke. Se lo consideraba un joven talento defensivo prometedor, a pesar de su baja estatura. Sin embargo, durante un juego en 1958, fue golpeado en el ojo por un disco desviado. Después de la lesión, estuvo hospitalizado durante tres meses, pero su vista no pudo ser restaurada.
A principios de la década de 1960, recibió su primer trabajo de entrenador, tomando un puesto con los Montreal Junior Canadiens. Se convirtió en una parte clave del sistema agrícola de Montreal, sirviendo como uno de los mejores exploradores del equipo. Más tarde fue elevado a la oficina principal del club NHL y se desempeñó como director de desarrollo de jugadores.
Ruel fue contratado para entrenar a los Habs en 1968, reemplazando al legendario Toe Blake. Lideró un grupo de jugadores en un campeonato de la Copa Stanley durante su primer año. Sin embargo, la siguiente temporada, Montreal fue el equipo extraño en una batalla ajustada de cinco equipos «Original Six» por cuatro lugares en eliminación directa. Comenzó la temporada 1970-71 detrás del banco, pero decidió dejar 23 juegos en la temporada porque la presión de la vida detrás del banco estaba afectando su salud. Posteriormente regresó a su puesto de director de desarrollo de jugadores, pero asumió el cargo de entrenador de Montreal nuevamente en 1979, liderando el equipo durante un año y medio durante los últimos días de la dinastía de los años setenta.
Falleció el 9 de febrero de 2015.

## Registro de entrenamiento
| Equipo             | Año     | Estación regular | Estación regular | Estación regular | Estación regular | Estación regular | Estación regular | Estación de correo            |
| Equipo             | Año     | G                |                  | L                | T                | Pts              | Llegada          | Resultado                     |
| ------------------ | ------- | ---------------- | ---------------- | ---------------- | ---------------- | ---------------- | ---------------- | ----------------------------- |
| Montreal Canadiens | 1968–69 | 76               | 46               | 19               | 11               | 103              | 1.º en Del este  | Ganado (Copa Stanley)         |
| Montreal Canadiens | 1969–70 | 76               | 38               | 22               | 16               | 92               | 5.º en Del este  | Perdido (eliminación directa) |
| Montreal Canadiens | 1970–71 | 23               | 11               | 8                | 4                | (97)             | 3.º en Del este  | (Dimitido)                    |
| Montreal Canadiens | 1979–80 | 50               | 32               | 11               | 7                | (107)            | 1.º en Norris    | Perdido en Cuartos de final   |
| Montreal Canadiens | 1980–81 | 80               | 45               | 22               | 13               | 102              | 1.º en Norris    | Perdido en Ronda Preliminar   |
| Total              | Total   | 305              | 172              | 82               | 51               |                  |                  |                               |